# Wasenmeisterei (Erlabronn)
Wasenmeisterei ist eine Wüstung auf dem Gemeindegebiet der Stadt Scheinfeld im Landkreis Neustadt an der Aisch-Bad Windsheim (Mittelfranken, Bayern).

## Lage
Die Einöde ist auf keiner Karte explizit verzeichnet. Aufgrund der Entfernungsangaben in den Ortsverzeichnissen und des Flurnamens Luderwasen kann sie etwa 600 Meter südlich von Erlabronn verortet werden.

## Geschichte
Der Ort wurde 1820 als „Fallhaus“ erstmals schriftlich erwähnt. Zu dieser Zeit gehörte er zur Ruralgemeinde Erlabronn. In einem Gemeindeverzeichnis von 1892 findet sich letztmalig ein Hinweis, da für die Gemeinde Erlabronn zwei Orte angegeben wurden. Ansonsten bestand die Gemeinde nur aus dem Hauptort.

## Einwohnerentwicklung
| Jahr         | 001871 | 001885 |
| Einwohner    | 6      | 5      |
| Wohngebäude. |        | 1      |
| Quelle       | [ 1 ]  | [ 5 ]  |